# John Gidman
John Gidman (* 10. Januar 1954 in Garston, Liverpool) ist ein ehemaliger englischer Fußballspieler. Gidman bestritt zwischen 1972 und 1989 432 Partien in den Spielklassen der Football League, 1977 kam er zu einem Länderspieleinsatz.

## Karriere
Gidman wechselte nach seiner Zeit als Apprentice (dt. Auszubildender) beim FC Liverpool 1971 zu Aston Villa. 1975 stieg er mit dem Klub in die First Division auf, dabei wurde er auch in das PFA Team of the Year der Football League Second Division gewählt. 1977 bestritt Gidman sein einziges A-Länderspiel für England (5:0 gegen Luxemburg), zuvor hatte er bereits mit der englischen Jugendnationalmannschaft das UEFA-Juniorenturnier 1972 gewonnen. Nachdem der Rechtsverteidiger 1977 und 1978 in das Team des Jahres der First Division gewählt worden war, wechselte er im Oktober 1979 zum Erstligisten FC Everton. Zwei Jahre später zum Ligakonkurrenten Manchester United, mit denen er den FA Cup 1984/85 durch einen 1:0-Sieg über Everton gewann. 1986 wechselte er zu Manchester City, mit denen er 1987 aus der First Division abstieg. In der Folge ließ er seine Laufbahn bei Stoke City und dem FC Darlington ausklingen. 